# Гинер, Евгений Леннорович
Евге́ний Ленно́рович Ги́нер (род. 26 мая 1960, Харьков, Украинская ССР, СССР) — российский предприниматель, президент московского футбольного клуба ЦСКА, вице-президент и глава финансового комитета РФС.

## Молодость
По собственным словам, рос без отца и матери, и его воспитала улица. Бабушка и мать армяне.
Учился в Харьковском институте инженеров коммунального строительства, но не окончил его.
Украинские СМИ сообщали, что в 1986 году Фрунзенский РОВД УВД Харьковской области возбудил против Евгения Гинера дело по ст. 86-1 УК УССР (хищение государственного или коллективного имущества в особо крупных размерах), он получил условный срок. В 1990 году тот же Фрунзенский РОВД возбудил новое уголовное дело по той же статье УК, из-за чего бизнесмен и перебрался в Москву.

## Предпринимательская деятельность
В середине 1990-х годов Гинера называли одним из совладельцев крупнейшей в России вещевой ярмарки «Лужники» вместе с бизнесменом Михаилом Воеводиным (также известного под кличкой Миша Лужнецкий) и политиком Александром Бабаковым.
Совместно с Александром Бабаковым и Михаилом Воеводиным является совладельцем компании VS Energy, имеющей доли в Кировоградской (78,8 %), Южной генерирующей компании (35,66 %) и «Черновцыоблэнерго» (47,55 %). Гинер и его партнеры контролировали крымские отели «Славутич» и «Русь», а также сеть «Премьер-палас», флагманом которой является знаменитая «Ореанда» в Ялте, после оккупации Крыма  владельцев не меняли. Общая выручка энергетического бизнеса группы за 2014 год превысила 13 млрд гривен, что составляет около трети рынка передачи электроэнергии локальными сетями в стране. Оборот VS Energy в 2015 г. украинский Forbes оценивал в 6,1 млрд грн (менее $235 млн). Номинальными владельцами компании на паритетной основе являются гендиректор компании Валтс Вигантс, Вилис Дамбиньш, Олег Сизерман, Артурс Алтбергс и Марина Ярославская, согласно Панамскому архиву Вигантс и Дамбиньш представляли интересы Гинера и его семьи, а также Воеводина и Бабакова.
8 февраля 2005 года на пересечении Ростовской и Саввинской набережных Москвы был обстрелян автомобиль Евгения Гинера: в машине находились сын бизнесмена Вадим Гинер и его охранник, получившие тяжёлые ранения.
Евгений Гинер вместе с партнёрами построил ТРЦ «Новые Лужники» («Лужайка») площадью 250 000 м² на юге Москвы за МКАД, финансирование основывалось на кредите «Альфа-банка» в $104 млн. 15 июня 2015 года Мещанский суд Москвы постановил взыскать с него вышеуказанную сумму, которую структуры предпринимателя не смогли вовремя выплатить банку.
После закрытия вещевого рынка в Лужниках в 2011 году, структурам Гинера на Ленинградском проспекте от общества ЦСКА досталась «Аэрополис» площадью 10 000 м², а также небольшой ТЦ «Палладиум» на 8000 м². Стоимость этих объектов по оценке аналитика IFC Markets Дмитрия Лукашева составляла около $120 млн.
Гинер возглавляет совет директоров «ТОК групп» (которую связывали с «МРСК Северного Кавказа» Каитова), является одним из директоров в совете «Технопромэкспорта» (структуры «Ростеха», которая будет строить энергостанции в Крыму). Весной 2016 года возглавил рабочую группу по созданию СП «Ростеха» и «Россетей» — «Центр технического заказчика», занимающегося подбором подрядчиков и поставщиков для инвестпроектов «Россетей» на конкурсах. Кандидатура Гинера была предложена «Ростехом».
В апреле 2018 года признался в том, что уже два года контролировал страховую компанию «Росгосстрах-Жизнь». В июне получил разрешение ФАС на окончательное оформление своих прав.
В октябре 2018 года Гинер стал владельцем 25 % акции в ООО «Дмитровский завод РТИ» — производителе резиновой крошки, применяемой в строительстве, производстве стройматериалов, новых шин и спортивных площадок.

## ЦСКА
20 февраля 2001 года Гинер стал президентом и владельцем футбольного клуба ЦСКА. К этому времени состав акционеров клуба был следующим: 49 % акций — британская Bluecastle Enterprises Limited, 25 % — российская «АВО-капитал», подконтрольная Bluecastle, 25 % — Минобороны. Сумму сделки СМИ называли в районе 30 — $80 млн. К 2013 году единственным владельцем клуба стала Bluecastle, которую контролировал Гинер (при этом половиной компании владеет консорциум физических лиц, имена которых не раскрываются), также владевшая 60,1 % ОАО «Учебно-спортивно-оздоровительный комплекс „Октябрь“» и тренировочной базой «Ватутинки».
В 2001 году, во время раскола хоккейного клуба ЦСКА, структуры Гинера вложились в «ХК ЦСКА», которым руководил Виктор Тихонов. Весной 2001 года Гинер скупил акции ПХК "ЦСКА", став владельцем двух клубов. Благодаря этой поддержке «ХК ЦСКА» вышел из Высшей лиги в Суперлигу, а 1 августа 2002 года состоялось долгожданное болельщиками объединение двух команд. По неофциальной информации, струкруты Гинера, ставшие совладельцем клуба, взяли курировать ЦСКА на три года. После окончания этого срока Гинер увёл свои структуры из клуба.
С момента прихода Гинера футбольный клуб ЦСКА преобразился из середняка в одну из ведущих команд российского чемпионата. За время президентства Гинера клуб выиграл шесть чемпионских титулов, по семь Кубков и Суперкубков России, а также Кубок УЕФА (став первым из российских клубов, сумевших победить в этом турнире). Другой важной заслугой Гинера стало строительство нового собственного стадиона для клуба (ВЭБ Арена). Среди болельщиков ЦСКА в 2000-е и 2010-е годы была популярна кричалка «Гинер всё купил», скандируя которую фанаты иронизировали над «всемогуществом» Евгения Ленноровича.
С 2004 по 2006 годы Гинер занимал должность президента Российской футбольной премьер-лиги. Является членом исполкома РФС. С 5 апреля 2013 занимает пост главы финансового комитета РФС. 26 февраля 2021 года был избран одним из вице-президентов РФС.
Летом 2016 года было закончено строительство нового футбольного стадиона ЦСКА, длившееся 10 лет, при этом большую часть этого времени заняла тяжба с Министерством обороны РФ за определение собственника территории. Вместе с ареной на 30 000 зрителей были также построены коммерческие помещения, занимающие более трети от общей площади стадиона в 171 000 м². Рядом со стадионом расположатся три офисных здания, в том числе 38-этажная башня в форме Кубка UEFA, который ЦСКА завоевал в 2005 году, а также гостиница на 48 номеров, сообщает JLL. Бюджет стройки оценивался Гинером не менее чем в $400 млн, из которых 70 % было предоставлено кредитом от банка ВЭБ.
После того как в апреле 2020 года основным владельцем футбольного ЦСКА стал ВЭБ.РФ, Гинер стал заместителем председателя совета директоров клуба, сохранив за собой пост президента.

### Командные достижения
- Чемпион России (6): 2003, 2005, 2006, 2012/13, 2013/14, 2015/16
- Серебряный призёр чемпионата России (8): 2002, 2004, 2008, 2010, 2014/15, 2016/17, 2017/18, 2022/23
- Бронзовый призёр чемпионата России (3): 2007, 2011/12, 2024/25
- Обладатель Кубка России (9): 2001/02, 2004/05, 2005/06, 2007/08, 2008/09, 2010/11, 2012/13, 2022/23, 2024/2025
- Обладатель Суперкубка России (8): 2004, 2006, 2007, 2009, 2013, 2014, 2018, 2025
- Обладатель Кубка УЕФА: 2004/05

## Семья и личная жизнь
Сын Вадим вместе с отцом входит в совет директоров крупной сбытовой компании в Краснодарском крае «НЭСК-электросети», являющуюся спонсором футбольного клуба ЦСКА. В феврале 2017 года Вадим Гинер и Алексей Юркин учредили в Латвии компанию Capital Jets Management, которая занимается оперативным управлением самолетами и продажей чартерных рейсов.
В марте 2017 года Евгений Гинер лишился среднего пальца на правой руке, по сообщениям СМИ, это произошло в результате прогулки с собакой.